# پیلین
۱۲°۵۱′۰۲″ شمالی ۱۰۲°۳۶′۳۴″ شرقی / ۱۲٫۸۵۰۵۶°شمالی ۱۰۲٫۶۰۹۴۴°شرقی
پیلین شهری در کشور کامبوج است که جزو تقسیمات اداری پیلین محسوب می‌شود و جمعیت آن براساس سرشماری سال ۱۹۹۸ میلادی ۲۲٫۹۰۶ نفر بوده که در سال ۲۰۰۵ میلادی به ۳۲٫۶۹۰ نفر افزایش یافته‌است.